# FACE周刊

《FACE》創刊號 封面

《FACE》由《壹本便利》易名而成，為香港一份已停刊的繁體中文雜誌，屬壹傳媒旗下，由大股東黎智英創辦，主要以年青讀者和中學生為對象。

## 歷史
《FACE》發售前，在香港《蘋果日報》（2007年5月28日）刊登廣告。廣告由黎智英演繹受傷造型，宣傳雜誌《壹本便利》（1991年9月13日－2007年5月23日）易名為《FACE》。雜誌出版初期，以「洗心革面，便利換FACE」為宣傳口號，謀求改革雜誌形象。
傳媒權威刊物《Media》，在《2007年度亞太區十大最佳印刷媒體》選舉活動，《FACE》排名第二，僅次於《Vogue》印度版。《Media》評審團認為，從富爭議性的《壹本便利》轉換成《FACE》的宣傳手法，形象新鮮兼消去過去負面印象。
《FACE》的雜誌社英文名稱「FACE Magazine Limited」，為一間獨立註冊的有限公司。前《壹本便利》的附屬刊物—《交易通／搵車快線》則未結束，並以「FACE Magazine Marketing Limited」名義出版第801期，連同《FACE》創刊號一併出售，其後再在同年9月增加以高科技及資訊科技內容為主的《Ketchup》。
2016年2月22日，壹傳媒向員工發內部公告，指《FACE》印刷版將於3月底停刊。3月29日，最後一期《FACE》出版。

## 簡介
《FACE》封面雖然列出「出版時間」為逢星期三，但通常前一天（星期二），市面已經有售。

### 《FACE》
《FACE》內容以娛樂、消閑、動漫等潮流資訊為主，亦會報導藝人緋聞等花邊消息。2011年2月加入大專校園版。2010年開始舉辦FACE USTAR大專校花校草大選，入圍和勝出者不少加入了演藝界、模特兒界等，如陳婉婷、周雅霏、李任燊、何艷娟、邱念恩、湯加文、謝文欣、 陳詩欣、羅啟聰、羅堃尉、李嘉豪、鍾名山、黃凱逸、蔡寶欣、吳子冲、梁嘉琬、蔡嘉欣、趙詠瑤、馬俊怡、張鴻熙、鄧鈞耀、Faith (組合)、阮嘉敏、關嘉敏、黃鍵安、劉頌鵬、吳啟洋、袁學謙、易佩詩、蘇順敏等等。

### 《交易通》(Trading Express)
《交易通》主要報導理財、創業商機、學習進修、就業經驗、潮流商品、找尋工作及二手買賣等資訊。

### 《搵車快線》(Auto Express)
《搵車快線》主要報導汽車資訊、新車和電玩測試、求助信箱、買賣情報、易手車及其配件等買賣資訊。

### 《Ketchup》
《Ketchup》於2007年9月創刊，與《FACE》以合併形式出售，以高科技及資訊科技內容為主。
在2011年2月22日，Ketchup 獨立出刊，由藝人徐濠縈總監修，改走潮流服飾打扮路線。

### 《地圖王》
沿襲前《壹本便利》出版的地圖集《地圖王》系列，《FACE》以其雜誌社名字，繼續出版《地圖王》，並由2007年8月出版的《2008地圖王》作為開端。它採用香港地政總署的數碼地圖製作而成，並附有便利店位置、巴士路線標示，及地區特色簡介等資訊。另設有廣告頁，當地潮流及旅遊景點、食肆、商場及商店等介紹頁。